# チュラチョームクラオ陸軍士官学校
チュラチョームクラオ陸軍士官学校（タイ語表記 โรงเรียนนายร้อยพระจุลจอมเกล้า （รร.จปร）.、英語表記: Chulachomklao Royal Military Academy、略称: CRMA）は、タイ王国ナコーンナーヨック県ムアンナコーンナーヨック郡に位置する士官学校。タイ王国陸軍の幹部や多くのタイの首相を輩出している。

## 概要
チュラチョームクラオ陸軍士官学校は、1887年8月5日にラーマ5世により創設された。創設当初、「王立陸軍士官学校」と呼ばれた。1948年1月1日に王立陸軍科学技術専門学校と合併し、創設者ラーマ5世の功績を称え、王の御名より「チュラチョームクラオ」と名づけられた。
学校のキャンパスはもともとバンコクのサラーンロム宮殿（พระราชวังสราญรมย์）の一隅にあったが、1909年にラッチャーダムヌーンノーク通りに移転。さらに1986年7月10日にバンコク北140kmに位置するナコーンナーヨック県ムアンナコーンナーヨック郡の現キャンパスに移転。

## 教育
現在、タイ王国士官学校予科で2-3年間課程を修了した、男子学生にのみ入学を認めている。毎年、8名から10名の一年次優秀学生に奨学金を支給し、海外の士官学校へ留学させている。5年課程を修了すると、選択領域の学士号の学位が与えられ、タイ王国陸軍の少尉の階級が与えられる。
学校の主な機関は、統括本部、士官候補生統括本部、教育部、軍事教練部、スポーツ教育部、サービス部、学校支援歩兵隊。
士官候補生の生活スケジュールは以下のようになる。05:30、起床し、身支度を整える。一時間の自習の後、朝食をとる。通常授業が08：00から15:00まで行われる。15：30から17:00まで軍事教練もしくは体育が行われる。夕食後後、19:00から21:00まで自学の時間となる。軍事訓練は二学期終了後の一月から始まる。それぞれ学年ごとに特別訓練があり、新入生は歩兵センターで訓練を行う。三年生になると航空機搭乗訓練があり、4年生はレンジャー訓練がある。

## 著名な卒業生
- プラヤー・パホンポンパユハセーナー - 第2代タイ首相
- プレーク・ピブーンソンクラーム - 第3代、第11代タイ首相
- サリット・タナラット - 第14代タイ首相
- プレーム・ティンスーラーノン - 第22代タイ首相
- チャートチャーイ・チュンハワン - 第23代タイ首相
- スチンダー・クラープラユーン - 第25代タイ首相
- チャワリット・ヨンチャイユット - 第29代タイ首相
- ソンティ・ブンヤラットカリン - 元陸軍司令官 2006年軍事クーデター指導者
- スラユット・チュラーノン - 第33代タイ首相
- プラユット・チャンオチャ - 第37代タイ首相